# Мандельстам, Стэнли
Стэнли Мандельстам (англ. Stanley Mandelstam; 12 декабря 1928, Йоханнесбург, ЮАР — 11 июня 2016, Беркли, Калифорния, США) — американский физик-теоретик южноафриканского происхождения, работавший в области физики элементарных частиц, квантовой теории поля и теории струн.

## Биография
Стэнли Мандельстам родился 12 декабря 1928 года в Йоханнесбурге в еврейской семье. Его отец Борис Залманович Мандельштам (1886—1969) эмигрировал из Митавы в 1913 году и был зеленщиком (его семья происходила из Новых Жагор); мать Беатриса Этель Ликнаицкая (1897—1963), чья семья также эмигрировала из Митавы, работала учительницей в школе. В 1952 году он окончил Витватерсрандский университет и получил степень бакалавра (B.Sc.) по специальности «инженер-химик». После этого Мандельстам продолжил обучение в Великобритании и в 1954 году получил степень бакалавра искусств (B.A.) в Тринити-колледже Кембриджского университета, а в 1956 году — докторскую степень (Ph.D.) в Бирмингемском университете. Тема диссертации — «Некоторые исследования по теории и приложениям уравнения Бете—Солпитера» (англ. Some contributions to the theory and application of the Bethe-Salpeter equation), научным руководителем был Ричард Далитц, в качестве второго руководителя иногда указывается Пол Тонтон Мэтьюз.
В 1957—1958 годах Мандельстам работал в Колумбийском университете, а следующие два года по приглашению Джеффри Чу провёл в Калифорнийском университете в Беркли. В 1960 году Мандельстам вернулся в Бирмингем на должность профессора, а в 1963 году занял пост профессора физики в Беркли, где проработал многие годы. В 1994 году он стал почётным профессором того же университета и продолжал до конца жизни активно заниматься научными исследованиями.

## Научные результаты
Основные научные результаты Стэнли Мандельстама связаны с физикой элементарных частиц, квантовой теорией поля и теорией струн. В 1958 году он ввёл так называемые переменные Мандельстама для описания энергии, импульса и углов рассеяния взаимодействующих элементарных частиц. Позднее вместе с соавторами он ввёл свой подход в формализм S-матриц и предложил идею использовать полюса Редже для описания свойств S-матриц при высоких энергиях. В 1968 году Мандельстам сформулировал правила построения фейнмановских диаграмм для калибровочной квантовой теории Янга — Миллса и для квантованной теории гравитационного поля. В последующие годы он разработал один из предшественников теории струн, прояснил механизмы конфайнмента кварков в квантовой хромодинамике, получил явное выражение для n-петлевой суперструнной амплитуды и доказал её конечность. Кроме этого, он работал в области суперсимметричных теорий поля, в частности доказал конечность при высоких энергиях суперсимметричной N=4 модели Янга — Миллса.

## Награды и научное признание
- Член Лондонского королевского общества (с 1962 года)[12]
- Медаль Дирака (1991) — «в знак признания вклада в развитие теоретической физики»[13]
- Премия Дэнни Хайнемана в области математической физики (1992) — «за фундаментальный вклад в физику элементарных частиц, включающий в себя представление Мандельстама, которое демонстрирует аналитичность, свойства амплитуд рассеяния, формулировку релятивистской струны как унитарной теории взаимодействующих частиц, а также за значительный вклад в калибровочные теории»[14]

## Основные публикации
- Mandelstam S. Dynamical variables in the Bethe-Salpeter formalism // Proceedings of the Royal Society A. — 1955. — Vol. 233. — P. 248—266. — doi:10.1098/rspa.1955.0261.
- Mandelstam S. Determination of the pion-nucleon scattering amplitude from dispersion relations and unitarity. General Theory // Physical Review. — 1958. — Vol. 112. — P. 1344—1360. — doi:10.1103/PhysRev.112.1344.
- Mandelstam S. Analytic properties of transition amplitudes in perturbation theory // Physical Review. — 1959. — Vol. 115. — P. 1741—1751. — doi:10.1103/PhysRev.115.1741.
- Chew G.F., Mandelstam S. Theory of the low-energy pion-pion interaction // Physical Review. — 1960. — Vol. 119. — P. 467—477. — doi:10.1103/PhysRev.119.467.
- Mandelstam S. Quantum electrodynamics without potentials // Annals of Physics. — 1962. — Vol. 19. — P. 1—24. — doi:10.1016/0003-4916(62)90232-4.
- Mandelstam S. Feynman rules for electromagnetic and Yang-Mills fields from the gauge-independent field-theoretic formalism // Physical Review. — 1968. — Vol. 175. — P. 1580—1603. — doi:10.1103/PhysRev.175.1580.
- Mandelstam S. Interacting-string picture of dual-resonance models // Nuclear Physics B. — 1973. — Vol. 64. — P. 205—235. — doi:10.1016/0550-3213(73)90622-6.
- Mandelstam S. Dual-resonance models // Physics Reports. — 1974. — Vol. 13. — P. 259—353. — doi:10.1016/0370-1573(74)90034-9.
- Mandelstam S. Soliton operators for the quantized sine-Gordon equation // Physical Review D. — 1975. — Vol. 11. — P. 3026—3030. — doi:10.1103/PhysRevD.11.3026.
- Mandelstam S. Vortices and quark confinement in non-Abelian gauge theories // Physics Reports. — 1976. — Vol. 23. — P. 245—249. — doi:10.1016/0370-1573(76)90043-0.
- Mandelstam S. Approximation scheme for quantum chromodynamics // Physical Review D. — 1979. — Vol. 20. — P. 3223—3238. — doi:10.1103/PhysRevD.20.3223.
- Mandelstam S. Light-cone superspace and the ultraviolet finiteness of the N=4 model // Nuclear Physics B. — 1983. — Vol. 213. — P. 149—168. — doi:10.1016/0550-3213(83)90179-7.
- Mandelstam S. The n-loop string amplitude. Explicit formulas, finiteness and absence of ambiguities // Physics Letters B. — 1992. — Vol. 277. — P. 82—88. — doi:10.1016/0370-2693(92)90961-3.
- Yourgrau W., Mandelstam S. Variational principles in dynamics and quantum theory. — Dover Publications, 2007. — 224 p. — ISBN 9780486637730.